# Ройтфельд, Карин
Карин Руатфель или Ройтфельд (фр. Carine Roitfeld, род. 19 сентября 1954) — французский журналист, главный редактор французской версии журнала Vogue с 2001 по 2011 год.

## Семья
Её отец, Яков Мотелевич Ройтфельд (во Франции — Жак Ройтфельд), родился в Белгороде-Днестровском (Бессарабской губернии) одним из пятерых детей (четыре брата и сестра) в семье хозяина бакалейной и москательной лавки Мотеля Ициковича Ройтфельда. Получил юридическое образование в Санкт-Петербурге, занимался адвокатской практикой там же, затем в Баку и Одессе. В 1923 году эмигрировал из России в возрасте 34 лет, переехал в Австрию, в 1925 году — в Германию, а после прихода к власти нацистов — в Париж. Имел двух детей от первого брака, во втором родилась дочь Карина, бывшая младше своего старшего брата на 34 года.
Карин Ройтфельд прожила в гражданском браке с Кристианом Рестуаном 30 лет. У них двое детей.

## Карьера
В 18 лет Ройтфельд начала карьеру модели, затем её пригласили стилистом в журнал ELLE.
Позировала как модель для Gucci, Missoni, Versace, Yves Saint-Laurent и даже Calvin Klein.
Поворотным моментом в её жизни стало знакомство с фотографом Марио Тестино, с которым у них образовался творческий тандем. Они были авторами съемок для американской и французской версий журнала VOGUE, а также в 1998 году стилизовали обложку первого номера русского VOGUE с моделями Кейт Мосс и Амбер Валеттой.
В 2001 году Джонатан Ньюхауз, глава Conde Nast, пригласил её на пост редактора французской версии журнала Vogue.
Пробыла на этом посту десять лет. В декабре 2010 года она объявила об уходе с поста главного редактора «Vogue» В феврале 2011 её должность заняла Эммануэль Альт.
Ройтфельд и ее сын Владимир станут художественными консультантами российского сериала «Балет» телеканала «СТС» и «НМГ Студии», съемки которого в Москве и Нью-Йорке запланированы на лето, а премьера — на конец 2021 года. 
В настоящее время – главный редактор собственного журнала CR Fashion Book.